# Conflict: Vietnam
Conflict: Vietnam es un videojuego de disparos táctico desarrollado por Pivotal Games y 8bit Games y publicado por Global Star Software y SCi Games para PlayStation 2, Xbox, Microsoft Windows y teléfonos móviles y N-Gage. La versión de N-Gage fue trasladada a DS como «Operación Vietnam». Se estrenó en 2004, es la tercera entrega de la saga Conflict.

## Jugabilidad
Conflict: Vietnam encarna la identidad de Frank "Ragman" Wier, Bruce "Junior" Lesh, Will "Hoss" Schafer y Harold "Cherry AKA Doc" Kahler, un escuadrón de cuatro soldados de la 101.ª División Aerotransportada en vísperas de la ofensiva del Tet en 1968.

### Multijugador
El modo multijugador para Playstation 2 permite a dos jugadores controlar cada uno a dos de los cuatro soldados del escuadrón y enfrentarse a miembros del Viet Cong (VC) y a las fuerzas del del Ejército de Vietnam del Norte (NVA).
El modo multijugador para Xbox permite que hasta cuatro jugadores jueguen juntos en modo cooperativo local. Si tres jugadores deciden jugar en Xbox, uno de ellos tomará el control de dos de los cuatro soldados del escuadrón mientras que los otros dos jugadores controlarán a cada uno de los soldados restantes del escuadrón individualmente. Si solo juegan dos personas se aplicará el mismo principio que en la versión de PlayStation 2.

## Trama
Conflict: Vietnam comienza en 1968, pocos días antes de que comience la ofensiva del Tet, cuando el soldado Harold "Cherry" (más tarde conocido como "Doc") Kahler, de 19 años, conoce a sus compañeros de escuadrón en una cañonera Huey que se dirige a la "Ciudad Fantasma", una base de la 101.ª División Aerotransportada en Vietnam del Sur. El sargento Frank "Ragman" Wier, de 28 años, es el líder y está muy familiarizado con la guerra de Vietnam, debido a que lleva dos períodos de servicio anteriores. Los cabos Bruce "Junior" Lesh y Will "Hoss" Schafer componen el resto del equipo. Hoss es el artillero, adicto a la adrenalina, mientras que Junior, francotirador del escuadrón, cuenta sus últimos días de servicio. La ofensiva del Tet ocurre justo después de la primera patrulla de combate de Kahler, y él junto al resto del escuadrón de Ragman pronto se encuentran aislados tras las líneas enemigas después de que los helicópteros que los despliegan en una patrulla nocturna sean derribados.
Durante los siguientes días, el escuadrón lucha a lo largo de kilómetros de jungla desconocida llena de hostiles del ejército de Vietnam del Norte y el VC. Tras huir de un ataque con napalm, se encuentran con «El Jefe», comandante de un bote patrullero fluvial de la Armada. El Jefe está solo antes de reunirse con el escuadrón de Wier, tras haber dejado algunos Boinas Verdes río arriba donde «vio una mierda extraña». Tras abrirse camino a través de un área fortificada por el VC llamada «punto charli», los hombres descubren que el Jefe ha sido asesinado y pronto se encuentran con un grupo de montañeses de Vietnam. Después de recuperar una estatua sagrada y liberar a varios prisioneros de la aldea para el líder de la aldea, el escuadrón utiliza una radio obtenida como recompensa para solicitar una extracción en helicóptero de la 1.ª División der Caballería, que aterrizará en una base sitiada. Después de enfrentarse a un fuerte asalto del VC y el NVA, el escuadrón es elogiado por el comandante Wallace por su valentía. Sin embargo, un VC moribundo arroja una granada al búnker mientras el comandante habla, dejándolos inconscientes y los cinco hombres son hechos prisioneros. El comandante Wallace muere cuando los hombres se ven obligados a jugar a la ruleta rusa.
Al escapar del campo de prisioneros de guerra del VC, el escuadrón de Ragman se abre camino a través de la jungla y se encuentra con el sargento Stone del Regimiento de Servicio Aéreo Especial y su escuadrón. Los dos sargentos conducen a sus hombres a través de una serie de túneles del VC que se ordenaron destruir. Lo logran y Stone y Wier toman caminos separados. Al encontrarse con un Jeep de los Marines de los EE. UU., el escuadrón se une a una columna de camiones y tanques que se dirigen a Huế. Después de luchar en la ciudad devastada por la guerra y destruir numerosos T-34 de Vietnam con un tanque M48 Patton, el escuadrón se monta en un Huey de la 101.ª Aerotransportada. Mientras intentaba destruir las baterías de misiles tierra-aire HAWK donde fueron capturados por el ejército de Vietnam del Norte, el helicóptero es derribado por un RPG y aterriza forzosamente cerca de un bastión del EVN, en la ciudad imperial de Huế. El escuadrón se infiltra en ella, toma la fortaleza y elimina sus defensas, incluidos un puñado de tanques y al general al mando.
Una cinemática final, narrada por Kahler, cuenta lo que les sucede a los miembros de su escuadrón tras las maniobras. Hoss se inscribe en otra misión internacional y Kahler finalmente se entera por un agente de la CIA borracho que está luchando en Laos o Camboya, buscando adrenalina en la guerra. Junior finalmente regresa a casa, pero se encuentra con un destino injusto después de unirse al Partido Pantera Negra y morir en un tiroteo con el FBI. Ragman regresa a su casa, la que encuentra vacía y con unos papeles de divorcio, por lo que se muda a vivir a las Montañas Rocosas con su perro, Ho Chi Minh. Kahler se muda a la ciudad de Nueva York, forma una familia y se convierte en un médico respetado, empleando su experiencia como médico de combate para tratar las heridas causadas por la violencia en el centro de la ciudad.

## Recepción
El juego recibió críticas diversas en todas las plataformas según la web de reseñas Metacritic.   
Maxim le dio al juego una puntuación de 6/10 y dijo: «descubrir cómo utilizar el mando es absolutamente exasperante, lo que significa que te enfrentas a tiroteos contra el sigiloso Charlie sin conocer tu entorno, al oponente ni el arma». De manera similar, The Times le dio a la versión de PlayStation 2 3/5 estrellas y dijo: «Es la elección cliché de la música que se reproduce en la radio del campamento lo que te hace preguntarte si vale la pena profundizar en este juego», citando el uso de «Paint It Black» en la serie de televisión Tour of Duty y de «Nowhere to Run» en Good Morning, Vietnam. El Sydney Morning Herald, sin embargo, le dio a la misma versión de consola 2,5/5 estrellas diciendo: «Exprimir los juegos de "Tormenta del Desierto" en el entorno de Vietnam actualmente fue un error. Los paisajes abiertos se reemplazan por junglas claustrofóbicas, eliminando la libertad táctica. Los jugadores avanzan por caminos estrechos y lineales de un tiroteo a otro».